# Yacimientos del Calvero de la Higuera
Calvero de la Higuera eller de Pinilla del Valle-avlagringarna är en uppsättning paleontologiska och arkeologiska fynd från övre pleistocen belägna i Valle del Lozoya, i kommunen Pinilla del Valle, i Comunidad de Madrid (Spanien). Rester av neandertalmannen har hittats, vidare fynd från musteriensk industri och samtida fauna, såsom hyenor, lejon, björnar, noshörningar, hästar, hjortar, etc. De fem huvudsakliga fyndigheterna heter Cueva del Camino, Abrigo de Navalmaíllo, Cueva de la Buena Pinta, Abrigo Ocelado och Cueva Des-Cubierta.
Fossilerna och fynden av stenverktyg finns i de sedimentära fyllningarna av ett karstsystem som består av många hålrum och klippöverhäng av olika åldrar. Några av grottorna har använts som skydd eller bosättning av neandertalare, under olika tidsperioder, en av nivåerna visar rester av det största neandertallägret i hela Europa; andra har mestadels använts av hyenor, som å andra sidan producerade rikliga ansamlingar av djurrester; några, slutligen, har varit alternativt ockuperade av människor och köttätare.
Fyndigheterna blev förklarade som Bien de Interés Cultural den 23 december 2004.